# TMEM66
TMEM66‏ (Store-operated calcium entry associated regulatory factor) هوَ بروتين يُشَفر بواسطة جين TMEM66 في الإنسان.